# Beast in Black
Beast in Black (Eigenschreibweise Beast In Black) ist eine Metal-Band aus der finnischen Hauptstadt Helsinki. Anton Kabanen, der zuvor in der Band Battle Beast spielte und sang, gründete 2015 Beast in Black. Wie auch bei Battle Beast spielt der Name der Band auf die Anime- und Manga-Serie Berserk an.

## Geschichte
Die Band wurde 2015 von Anton Kabanen gegründet, als dieser die Band Battle Beast verließ. Nachdem ein Plattenvertrag mit dem Label Nuclear Blast unterzeichnet wurde, erschien mit dem Titel Berserker am 3. November 2017 das erste Album der Band. Ihren ersten Bühnenauftritt hatte die Band am 13. November 2015 im Vorprogramm von Nightwish.
Am 7. Februar 2018 kündigte die Band an, dass Atte Palokangas den Schlagzeuger Sami Hänninen ersetzt. Im März 2018 wurde bekanntgegeben, dass Beast in Black als „Special Guest“ auf den europäischen Konzerten der Decades-World-Tour von Nightwish auftreten wird. Im Mai 2018 hatte die Band mehrere Auftritte in Japan.
Im Jahr 2019 wurde das zweite Album From Hell with Love veröffentlicht, anschließend ging die Band auf die From Hell with Love Tour. Am 31. Dezember 2020 gab die Band bekannt, für 2021 ein neues Album aufzunehmen und eventuell auch zu veröffentlichen. Das Album trägt den Namen Dark Connection und wurde am 29. Oktober 2021 veröffentlicht.
Im Juni 2024 folgte die Single Power of the Beast. Im Herbst 2025 werden Beast in Black Helloween auf ihrer 40-Jahre-Jubiläums Europa-Tournee unterstützen.

## Stil
Beast in Black ist den Genres Heavy Metal und Power Metal zuzuordnen. In ihren Songs widmet sich die Band den Themen Leben, Liebe und der Gestalt des Berserkers. Wie bei Battle Beast beziehen sich die Inhalte der Songs auf die Anime- und Manga-Serie Berserk. Beeinflusst wurde die Band unter anderem von Judas Priest, Manowar, Accept, Black Sabbath, W.A.S.P. und Sabaton.

## Galerie

Beast in Black, aktuelle Besetzung live auf dem Rockharz 2022
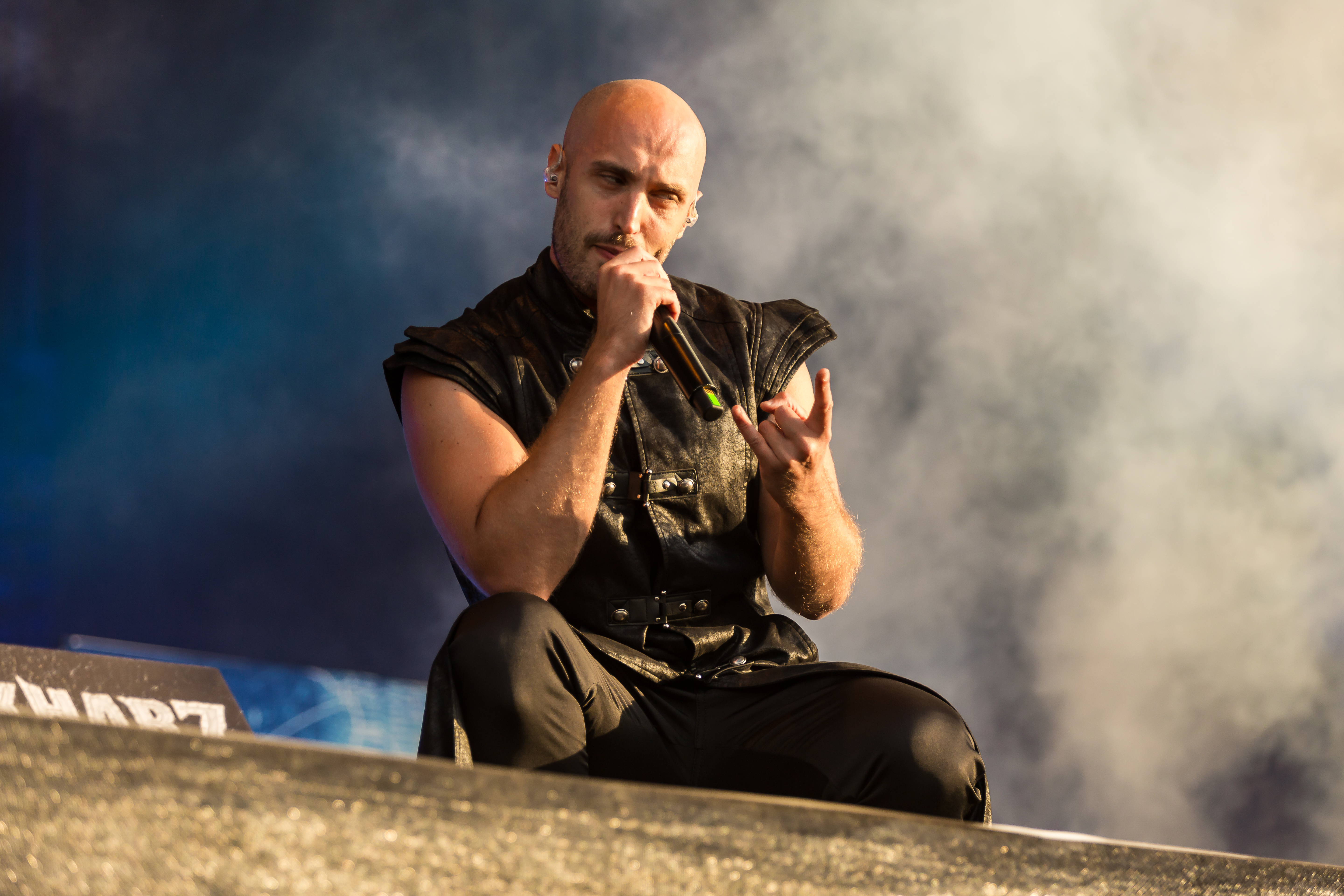
Sänger Yannis Papadopoulos
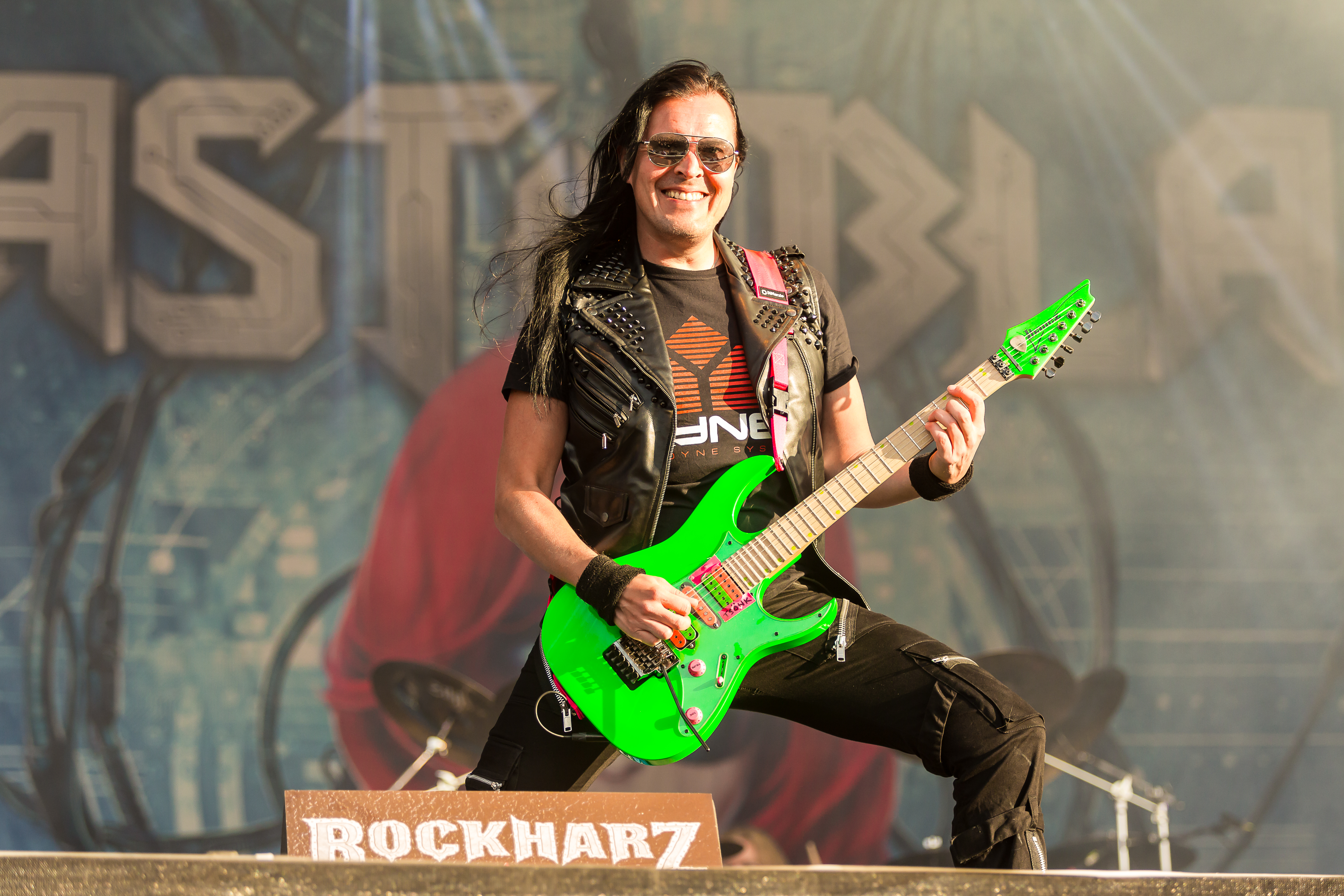
Gitarrist Kasperi Heikkinen
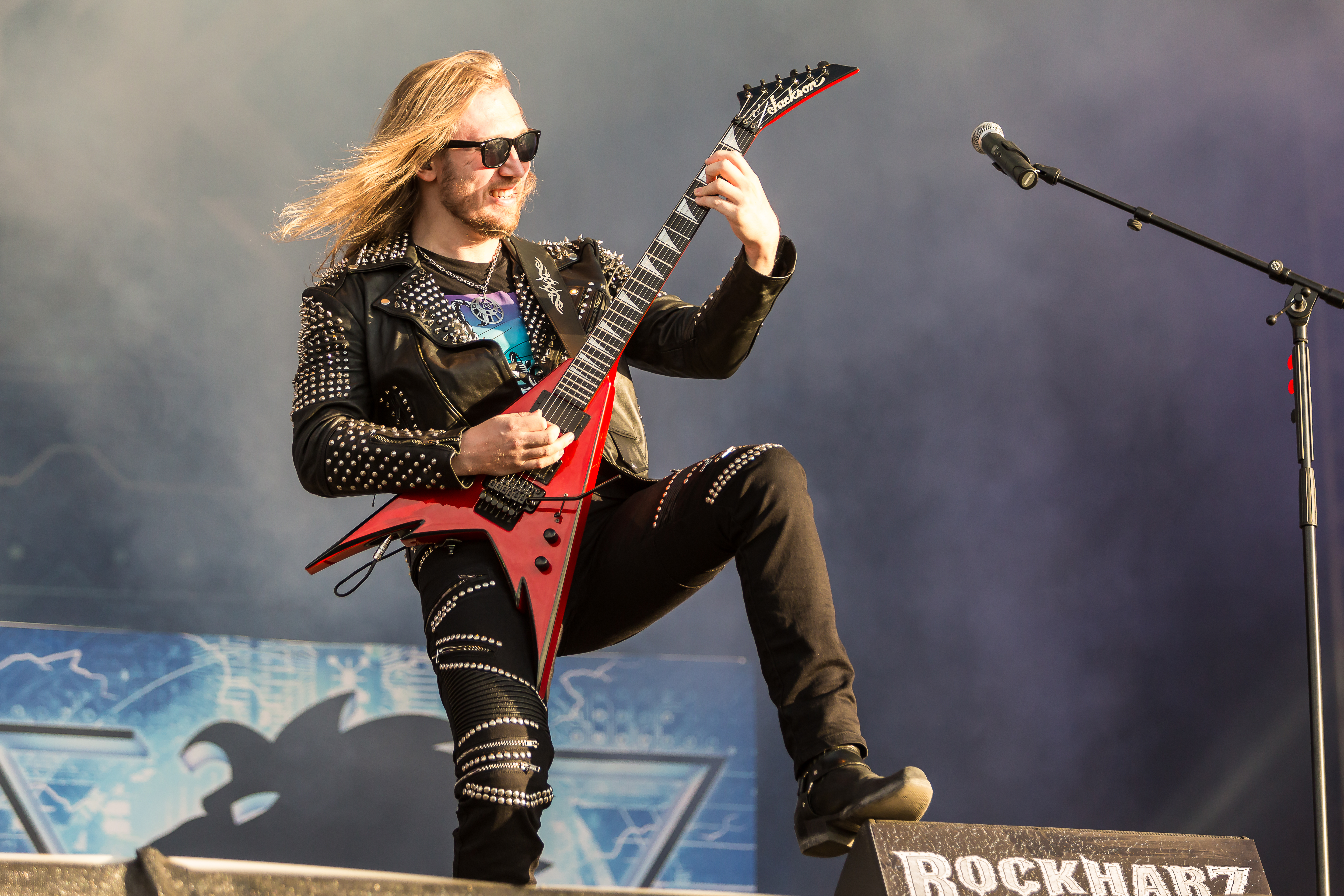
Gitarrist Anton Kabanen
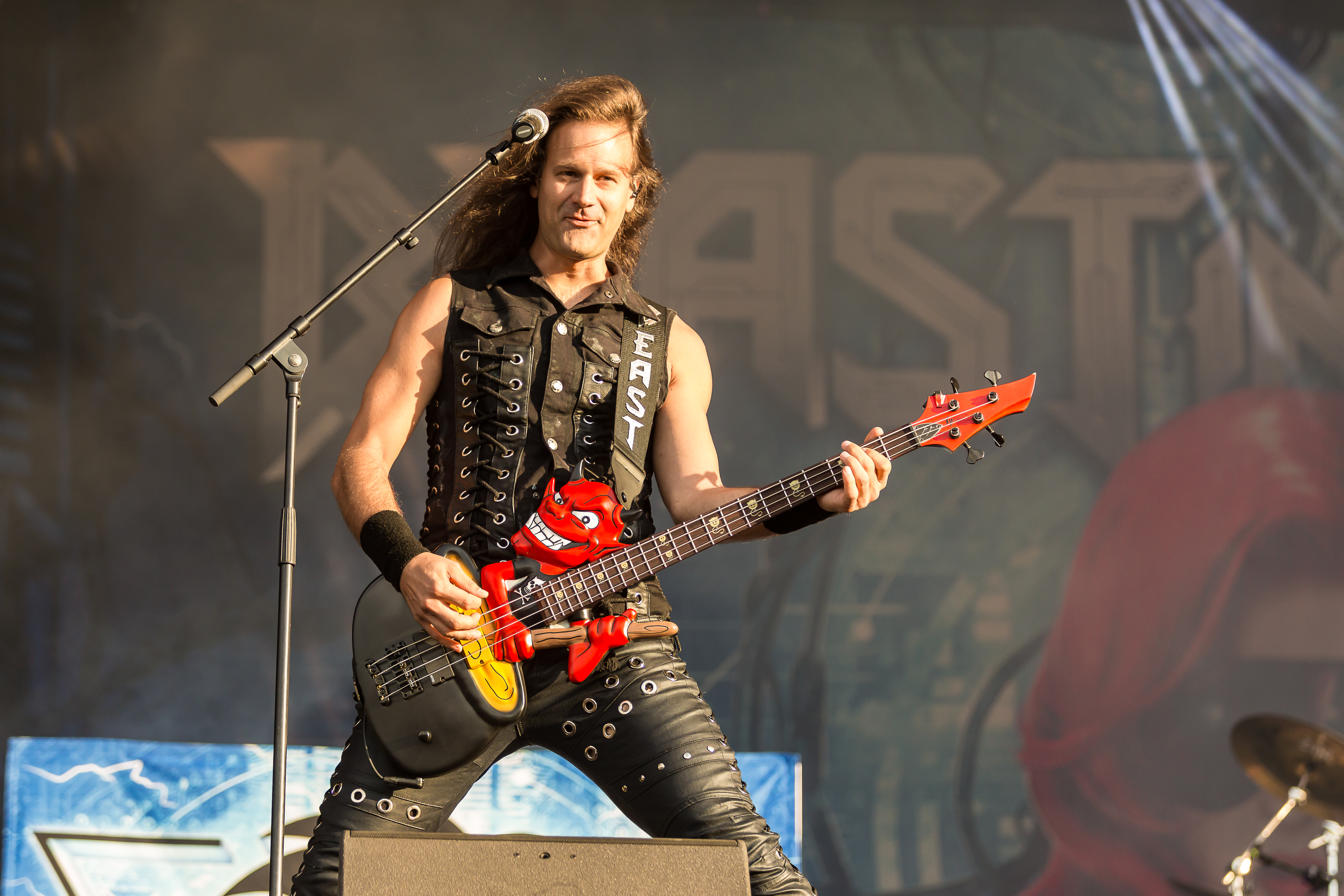
Bassist Mate Molnar
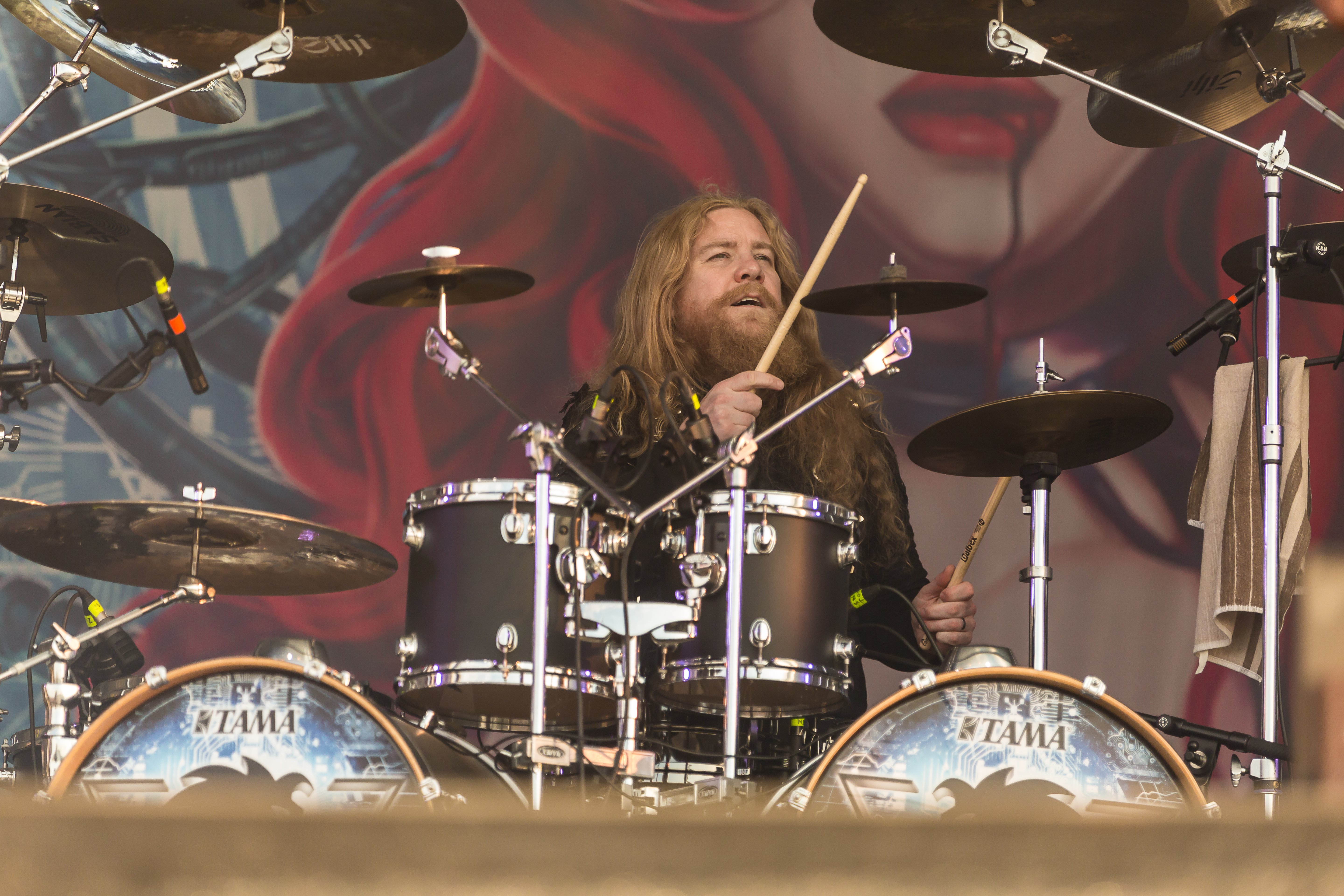
Schlagzeuger Atte Palokangas

## Diskografie

### Alben
| Jahr | Titel Musiklabel                  | Höchstplatzierung, Gesamtwochen, AuszeichnungChartplatzierungen (Jahr, Titel, Musiklabel, Platzierungen, Wochen, Auszeichnungen, Anmerkungen) | Höchstplatzierung, Gesamtwochen, AuszeichnungChartplatzierungen (Jahr, Titel, Musiklabel, Platzierungen, Wochen, Auszeichnungen, Anmerkungen) | Höchstplatzierung, Gesamtwochen, AuszeichnungChartplatzierungen (Jahr, Titel, Musiklabel, Platzierungen, Wochen, Auszeichnungen, Anmerkungen) | Höchstplatzierung, Gesamtwochen, AuszeichnungChartplatzierungen (Jahr, Titel, Musiklabel, Platzierungen, Wochen, Auszeichnungen, Anmerkungen) | Anmerkungen                            |
| Jahr | Titel Musiklabel                  | DE | AT | CH | FI | Anmerkungen                            |
| ---- | --------------------------------- | --- | --- | --- | --- | -------------------------------------- |
| 2017 | Berserker Nuclear Blast           | DE57 (1 Wo.)DE | — | CH33 (2 Wo.)CH | FI7 (28 Wo.)FI | Erstveröffentlichung: 3. November 2017 |
| 2019 | From Hell with Love Nuclear Blast | DE6 (5 Wo.)DE | AT17 (1 Wo.)AT | CH8 (5 Wo.)CH | FI1 (21 Wo.)FI | Erstveröffentlichung: 8. Februar 2019  |
| 2021 | Dark Connection Nuclear Blast     | DE13 (2 Wo.)DE | AT16 (1 Wo.)AT | CH11 (2 Wo.)CH | FI1 (19 Wo.)FI | Erstveröffentlichung: 29. Oktober 2021 |

### Singles
- Blind and Frozen (2017)
- Beast in Black (2017)
- Born Again (2017)
- Zodd the Immortal (2017)
- Sweet True Lies (2018)
- Die by the Blade (2019)
- From Hell with Love (2019)
- Moonlight Rendezvous (2021)
- One Night in Tokyo (2021)
- Power of the Beast (2024)
- Enter the Behelit (2025)

## Auszeichnungen und Nominierungen
| Jahr | Werk                   | Auszeichnung                     | Kategorie                    | Ergebnis  |
| ---- | ---------------------- | -------------------------------- | ---------------------------- | --------- |
| 2018 | Berserker              | EMMA Awards                      | Metal-Album des Jahres       | Nominiert |
| 2018 | Berserker              | Metal Hammer Awards              | Bestes Debütalbum            | Nominiert |
| 2020 | From Hell with Love    | Music Moves Europe Talent Awards | Nominierung                  | Nominiert |
| 2020 | From Hell with Love    | EMMA Awards                      | Bestes Metal-Album           | Nominiert |
| 2021 | "Moonlight Rendezvous" | Top Shorts Film Festival         | Bestes Musikvideo des Monats | Gewinner  |
| 2022 | Beast In Black         | EMMA Awards                      | Metal-Album des Jahres       | Gewinner  |
| 2025 | Beast In Black         | Metal Awards                     | New Generation Metal         | Gewinner  |